# Raleigh Challenger 1989
Il Raleigh Challenger 1989 è stato un torneo di tennis facente parte della categoria ATP Challenger Series nell'ambito dell'ATP Challenger Series 1989. Il torneo si è giocato a Raleigh (Carolina del Nord) negli Stati Uniti dal 15 al 21 maggio 1989 su campi in terra verde.

## Vincitori

### Singolare
Jimmy Brown ha battuto in finale  Martin Wostenholme con il punteggio di 6–4, 2–6, 6–4

### Doppio
Charles Beckman /  Luke Jensen hanno battuto in finale  Paul Haarhuis /  Denis Langaskens con il punteggio di 7–5, 6–4